# Thương mại qua điện thoại

## Tổng quan
Thương mại qua điện thoại là bất kỳ loại hình thương mại nào qua điện thoại và còn được gọi là làn sóng thương mại điện tử thứ ba, có nghĩa là bất kỳ hình thức mua và bán bất kì sản phẩm hoặc dịch vụ nào đó qua điện thoại cố định hay di động. Thương mại điện tử, hoặc e-commerce, hiện đang bước vào những gì có thể được mô tả như là một làn sóng thứ ba. Làn sóng này được đặc trưng bởi bản chất quốc tế trong đó thương mại điện tử đang được tiến hành và sự phụ thuộc vào các mô hình doanh thu trái ngược với ‘ý tưởng internet tốt’. Bong bóng ‘dot-com’ bùng nổ vào cuối những năm 1990 đã dẫn đến việc sửa đổi các cách tiếp cận để thiết lập các sáng kiến thương mại điện tử. Trong khi làn sóng đầu tiên của thương mại điện tử bị chi phối bởi các doanh nghiệp Hoa Kỳ và chủ yếu bằng tiếng Anh Làn sóng thứ hai đã thấy người mua sắm thương mại điện tử tương tác với các trang web bằng ngôn ngữ riêng của họ Bây giờ là lúc để nhường đường cho làn sóng thứ ba, tức là - Thương mại qua điện thoại, nơi giao dịch sẽ được thực hiện qua điện thoại sử dụng điện thoại cố định hoặc điện thoại di động. Thuật ngữ này lần đầu tiên được đưa ra vào năm 2009 bởi công nghệ nguyên tử, một công ty Ấn Độ trong lĩnh vực thanh toán điện tử, đã hoàn tất giao dịch trên Rs. 1000 crores, bao gồm các giao dịch trên IVR và thanh toán di động.

## Tại sao lại là đồng xu một thuật ngữ mới
Các giao dịch được thực hiện qua điện thoại thường được chia thành hai khu vực khác nhau, tức là dựa trên IVR và các giao dịch được thực hiện qua điện thoại di động sử dụng các ứng dụng thanh toán di động (m-commerce). Trong khi cả hai phương thức thương mại chủ yếu được thực hiện bằng cách sử dụng điện thoại, do đó sự cần thiết cho một thể loại mới được gọi là thương mại qua điện thoại.